# Corallocarpus bainesii
Corallocarpus bainesii är en gurkväxtart som först beskrevs av Joseph Dalton Hooker, och fick sitt nu gällande namn av Adrianus Dirk Jacob Meeuse. Corallocarpus bainesii ingår i släktet Corallocarpus, och familjen gurkväxter. Inga underarter finns listade i Catalogue of Life.